# Isztar

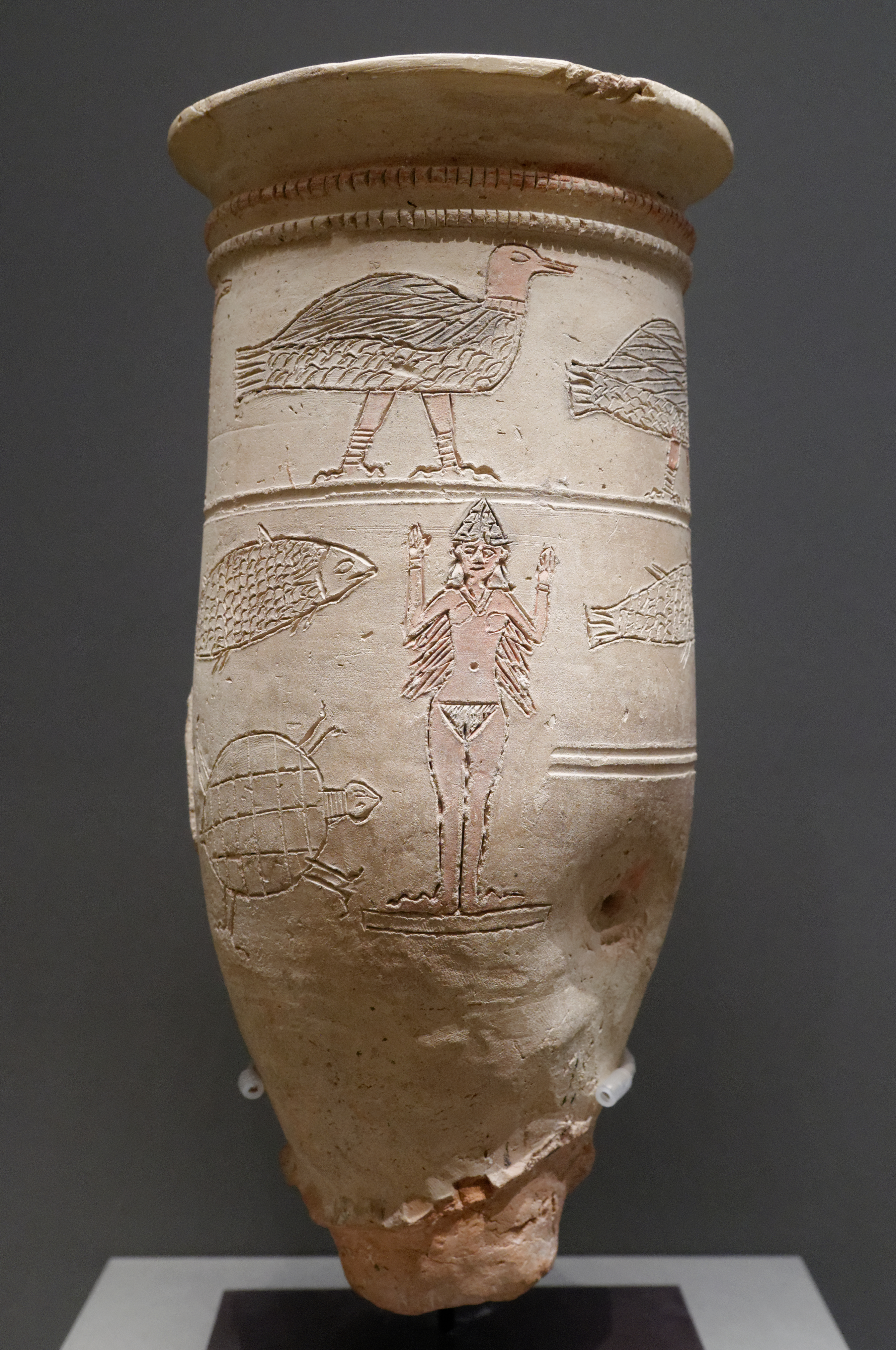
Tzw. „waza Isztar” z wizerunkiem nagiej bogini w otoczeniu zwierząt (wielorożna tiara na głowie jest symbolem boskości); Larsa; pocz. II tys. p.n.e.; zbiory Luwru (AO 17000)

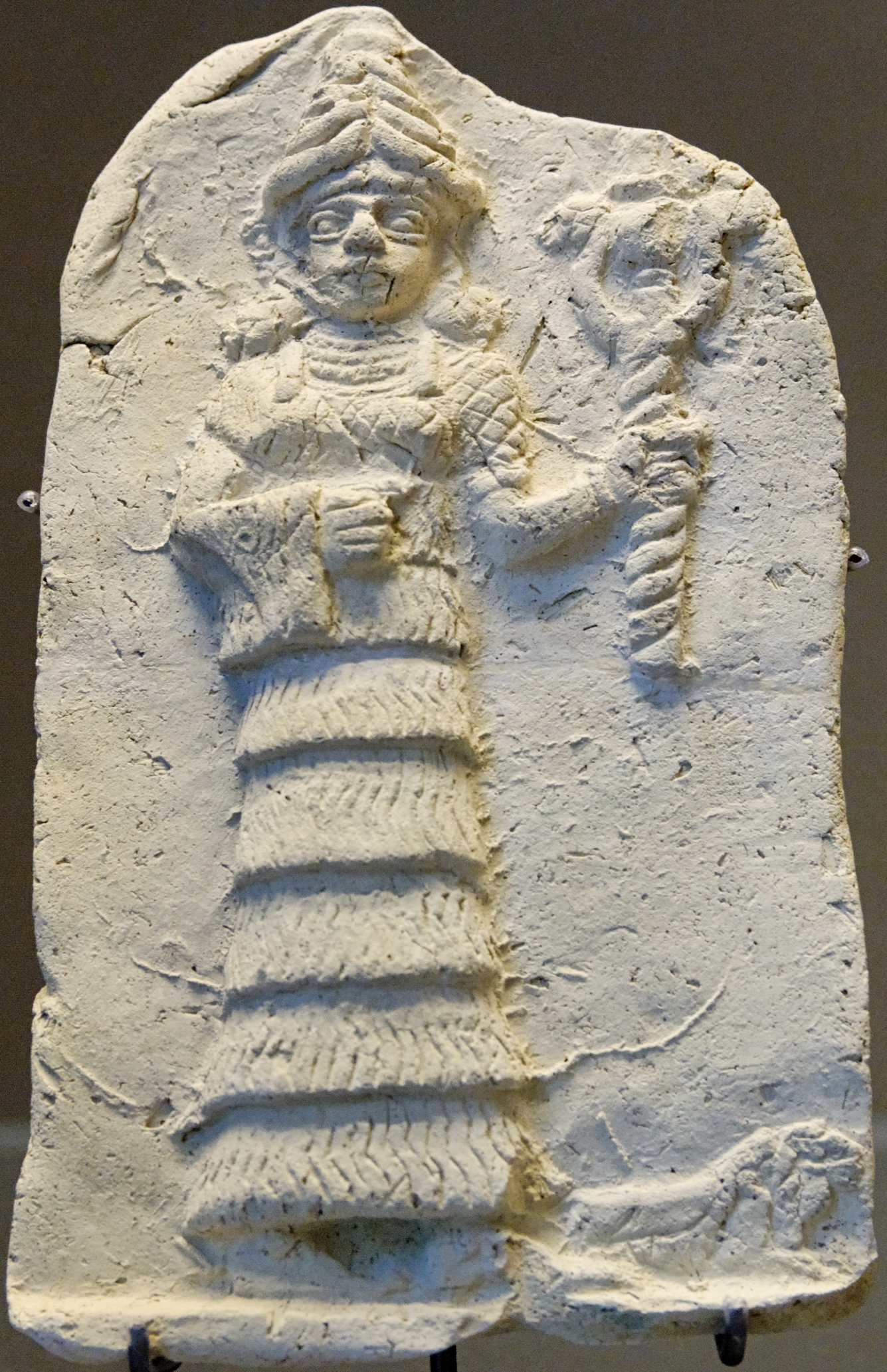
Terakotowa płytka z przedstawieniem Isztar; Esznunna; pocz. II tys. p.n.e.; zbiory Luwru (AO 12456)

Isztar (sum. Inana, asyr. Issar) – w mitologii mezopotamskiej bogini wojny i miłości, z czasem główna i jedyna licząca się bogini panteonu mezopotamskiego; jej kult rozpowszechnił się szeroko na całym obszarze starożytnego Bliskiego Wschodu – w Syrii i Fenicji (Asztarte) oraz Anatolii (Szauszka); w Babilonii czczona głównie w Uruk w świątyni E-ana („Dom nieba”).

## Pochodzenie
Sumeryjskie imię bogini – „Inana” („Inanna”) – wywodzi się prawdopodobnie z domniemanego Nin-anna („Pani Nieba”) i występuje również w formie Innin. Znak dla zapisania imienia Inany (węgar z pierścieniem) znany jest już z najstarszych tekstów pisanych.
Imię Isztar (wcześniej Esztar) w języku akadyjskim jest spokrewnione z imieniem południowoarabskiego (męskiego) bóstwa Attar oraz z imieniem syryjskiej bogini Astarte (biblijna Asztoret), z którymi to bóstwami była niewątpliwie łączona.
Główne przekazy dotyczące Inany przedstawiają ją jako córkę boga Ana, blisko związaną z sumeryjskim miastem Uruk. Według innej tradycji była uważana za córkę boga księżyca Nanny (Sina) i siostrę boga słońca Utu (Szamasza). W odmiennych przekazach uchodziła za córkę Enlila a nawet Enkiego. Siostrą Inany była bogini Ereszkigal, królowa świata podziemnego Kur. Jej wezyrem (posłanką) była bogini Ninszubur.
Inana nie ma stałego małżonka, ten fakt jest związany z tym, że jest boginią miłości cielesnej. Nawet z Dumuzim, który często jest określany jako jej „umiłowany”, łączą ją niejasne stosunki, ostatecznie to ona ponosi odpowiedzialność za jego śmierć. Również nie przypisywano jej dzieci (z jednym możliwym wyjątkiem – bogiem Szara).
Wydaje się bardzo prawdopodobne, że w klasycznej postaci bogini Inanny/Isztar zsynkretyzowano pewną liczbę pierwotnie niezależnych bogiń lokalnych. Najważniejszą z nich była Inanna z Uruk. W Uruk znajdowała się główna świątynia Inanny (E-ana – „Dom nieba”). Jednakże istniały też inne lokalne odmiany tej bogini, otoczone niezależnym kultem: Inanna z Zabalam (w północnej Babilonii), Inanna z Agade (szczególnie czczona przez królów dynastii z Agade), Inanna z Kisz oraz Isztar z Niniwy i Isztar z Arbeli w Asyrii.
Inana była również po przyjacielsku łączona z boginią Nanają i wraz z nią czczona w Uruk i w Kisz.

## Charakterystyka bóstwa
W „osobowości” Inanny/Isztar można wyodrębnić 3 niezależne postaci (aspekty):
- bogini miłości cielesnej i zachowań seksualnych; jest ona szczególnie związana z seksem pozamałżeńskim i z prostytucją – w sposób, który do tej pory nie został jeszcze w pełni zbadany, pomimo uwag Herodota na ten temat. Tak zwane święte zaślubiny, w których uczestniczy Inana, nie niosą ze sobą żadnych implikacji moralnych dla związków małżeńskich ludzi. Szósta tabliczka babilońskiego eposu o Gilgameszu, w której Gilgamesz czyni wymówki bogini Isztar z powodu sposobu, w jaki traktowała całą serię kochanków i nie chce stać się ostatnim na tej liście, jest ważnym źródłem informacji o tej cesze bogini Isztar, podobnie jak różne wersje poematów sumeryjskich o Inanie i jej miłości do Dumuziego.
- bogini wojny (rozmiłowana w walce, metaforycznie określanej jako „plac zabawy bogini Isztar”. Gwałtowna i żądna władzy, staje w czasie walki u boku swoich ulubionych królów. W jednym z poematów sumeryjskich Inana prowadzi wyprawę wojenną przeciwko górze Ebih. Inny mit, Inana i Enki przedstawia jej podróż do Eridu, aby uzyskać me, a jeszcze inny – jej zejście do świata podziemnego. Wszystkie ukazują dążenie bogini do poszerzenia władzy. Dla Asyryjczyków boginią wojny była zwłaszcza Isztar z Arbeli).
- utożsamienie bogini z planetą Wenus; „jestem Inaną wschodu słońca” – mówi bogini o sobie w „Zejściu Inany do świata podziemnego”. W tej formie występowała czasami pod imieniem Ninsianna. Jej transformacja w gwiazdę poranną jest sławiona w poemacie ułożonym prawdopodobnie w okresie kasyckim). Bogini Inany dotyczą także mity: „Inana i Bilulu” – w którym Inana zmienia starą kobietę Bilulu w wóz skórzany, uważając ją za winną śmierci Dumuziego; Inana i Szukalletuda – dotyczący ogrodnika Szu-kale-tudy oraz Gilgamesz, Enkidu i świat podziemny (inna nazwa: Gilgamesz i Enkidu w świecie podziemnym) – w pierwszej części tego mitu bogini Inana przesadza do Uruk święte drzewo halub, z którego drewna zostaną później wykonane jej tron i łóżko.

## Symbolika bóstwa
W sztuce Inana przedstawiana jest jako bogini-wojownik, często uskrzydlona, w pełnym uzbrojeniu, albo też otoczona nimbem z gwiazd.
Zwierzęciem Isztar był lew, a jej symbolem gwiazda lub tarcza z gwiazd. W Uruk symbol gwiazda, jako symbol opiekuńczy Isztar, był tatuowany na przegubie ręki osobom usługującym w świątyni, zarówno mężczyznom jak i kobietom. W pewnym okresie symbolem mogła być też rozeta.
|  |

zapis imienia Inanna w piśmie klinowym (okres nowosumeryjski, XXI wiek p.n.e.)
|  |

zapis imienia Inanna/Isztar w piśmie klinowym (okres nowoasyryjski, VII wiek p.n.e.)